# Tomisato

Tomisato (富里市 Tomisato-shi?), este un municipiu din Japonia, prefectura Chiba.